# ایستگاه متروی شهید زین‌الدین
ایستگاه متروی شهید زین‌الدین یکی از ایستگاه‌های خط ۳ متروی تهران است که در بزرگراه شهید صیاد شیرازی تقاطع خیابان گیلان شرقی، در محله‌های پاسداران و ضرابخانه واقع در شمال شرق تهران قرار دارد.
یکی از شاخص‌های توسعه و فرهنگ بالا در شهرهای امروزی استفاده بیشتر شهروندان هر محله از حمل و نقل عمومی (مترو، اتوبوس) و عدم استفاده از خودروی شخصی می‌باشد. اگر در محله‌ای اتوبوس‌ها خالی باشند و به اصطلاح استقبال از آن بالا نباشد و استفاده از خودروهای شخصی به هر عذر و دلیل متصور در آن بالا باشد، آن محله مدرن نیست و فرهنگ پایینی در آنجا حاکم است.
این ایستگاه در ۳۱ شهریور ۱۳۹۴ بدست حسن روحانی (رئیس‌جمهور وقت) به بهره‌برداری رسیده است. این ایستگاه در منطقه ۴ شهرداری تهران واقع شده و به محلاتی چون ضرابخانه، پاسداران، هروی، مجیدیه، کاظم‌آباد و … دسترسی دارد.
این ایستگاه در نزدیکی مراکز مهمی مانند بیمارستان لبافی‌نژاد، پژوهشکده رویان، شیرینی‌فروشی سولدوش، بازار میوه و تره‌بار هروی و تالار ساقدوش قرار دارد.
ساعات کار این ایستگاه به‌طور معمول از ساعت ۵:۳۰ صبح تا ۲۳:۱۵ شب است.

## خطوط اتوبوسرانی
تنها خط اتوبوسرانی عبوری از مجاور این ایستگاه بشرح ذیل می‌باشد:
- خط ۳۰۱ بلوار ارتش به پایانه متروی شهيد حقانی در مسير بلوار ارتش، بلوار نيروی زمينی، خيابان شعبانلو، لويزان، خيابان افتخاريان، ميدان هروی، خيابان افشاری، بلوار گيلان،  متروی شهيد زين‌الدين ، ميدان فرخی يزدی، بزرگراه شهيد همت و بزرگراه شهيد حقانی[۱]